# Parc d'État de Kettle Creek
Le parc d'État de Kettle Creek (Kettle Creek State Park) est un parc d'État de la Pennsylvanie, dans le comté de Clinton, aux États-Unis. Il couvre une zone de près de 7 256 m2 autour de la Kettle Creek.

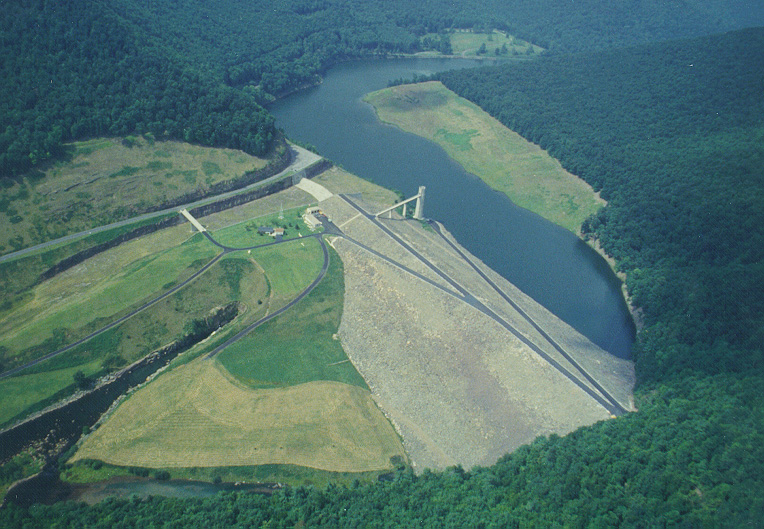
Le barrage Alvin R. Bush